# Ange-Joseph Antoine Roux
Pour les articles homonymes, voir Roux.
Pour les autres membres de la famille, voir Famille Roux (peintres de marine).
Ange-Joseph Antoine Roux est un hydrographe et peintre de marine français né à Marseille le 6 mars 1765 et mort dans la même ville le 20 avril 1835.

## Biographie
D'une dynastie marseillaise de peintres de marines et hydrographes, Ange-Joseph Antoine Roux est le fils de Joseph Roux (1725-1789), hydrographe du roi et peintre de marine, et de Marie-Ursule Demolin.
Il commence très tôt à travailler dans la boutique familiale d'hydrographe, située sur le Vieux-Port de Marseille, et à dessiner les nombreux bâtiments qui séjournent dans le port. Plus tard, il réalisera plusieurs reconstitutions de combats navals ainsi que de nombreux ex-voto.
Antoine Roux a parfois été considéré comme l'inventeur du « portrait de navire » en France, influencé par les nombreux marins anglais présents sur le port marseillais.
Le 27 avril 1790, en l'église Saint-Laurent de Marseille, il se marie avec Rose Elisabeth Gabrielle Catelin, fille de Gabriel Catelin, capitaine de navire, et de Marie Rose Abeille. Il est le père de cinq enfants, qui tous réaliseront des portraits de bateaux :
- Mathieu-Antoine Roux (1799-1872)
- Ursule Joséphine Roux (1801-1863)
- François Joseph Frédéric Roux (1805-1870)
- François Geoffroi Roux (1811-1882)

Œuvres d'Ange-Joseph Antoine Roux
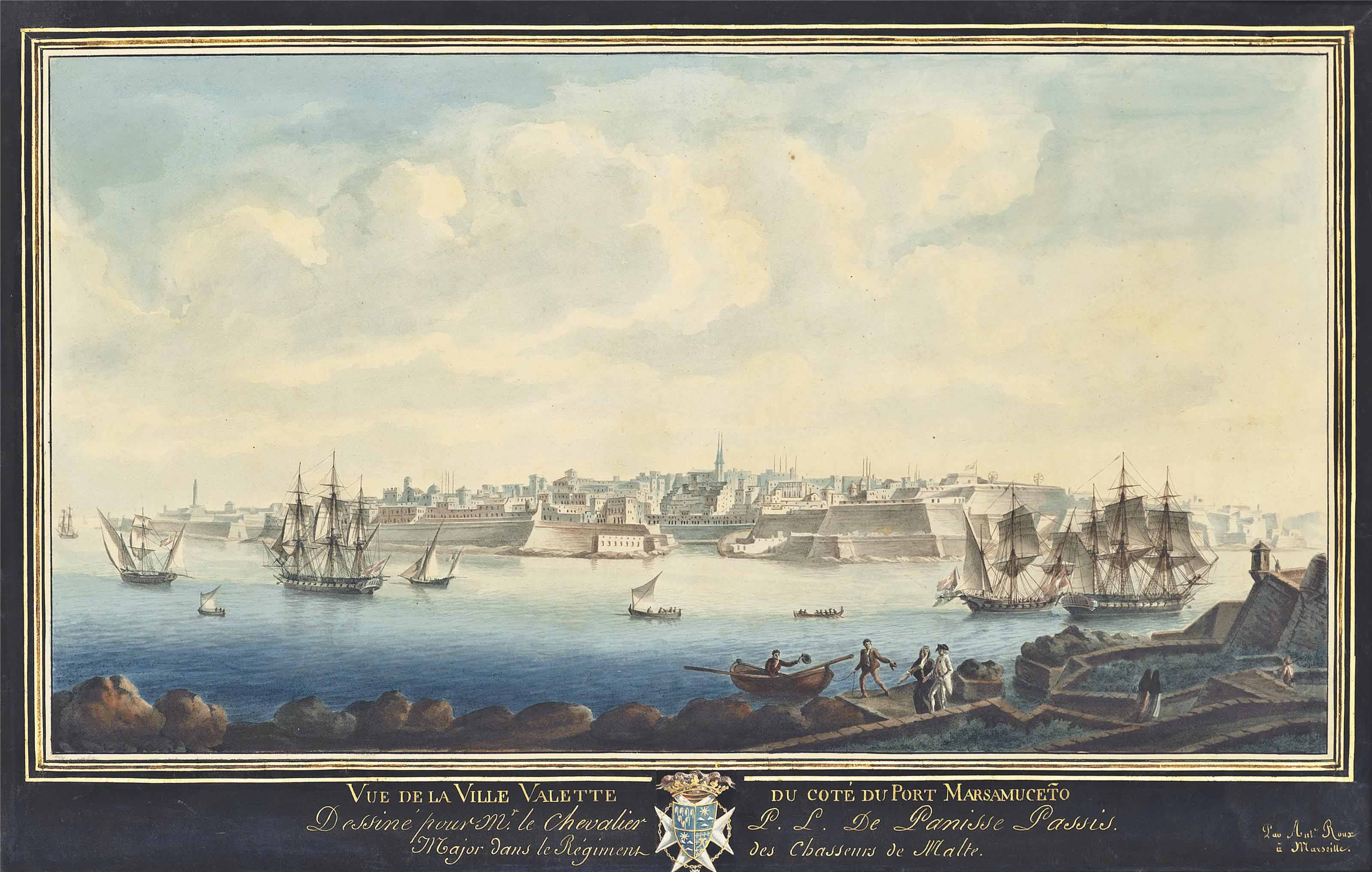
Vue de la Ville Valette du côté du Port Marsamuceto, localisation inconnue.
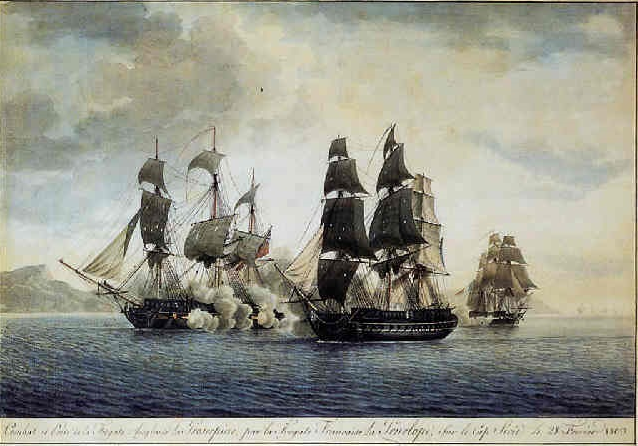
Combat et prise de la Frégate Anglaise “La Proserpine”, par la frégate française “La Pénélope” sur le Cap Sicié le 28 février 1809, localisation inconnue.
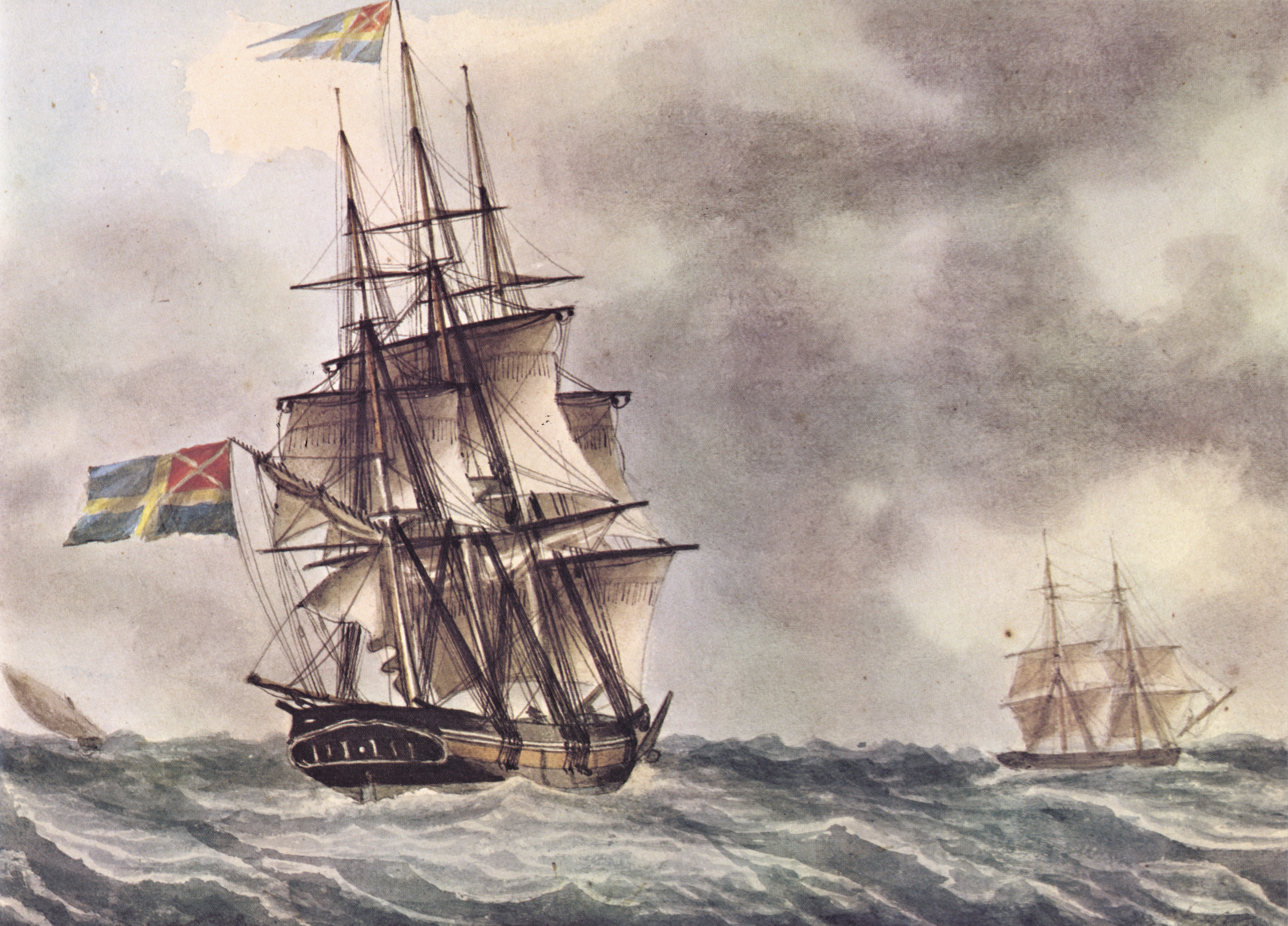
Navire suédois à trois mâts en mer grosse[1].
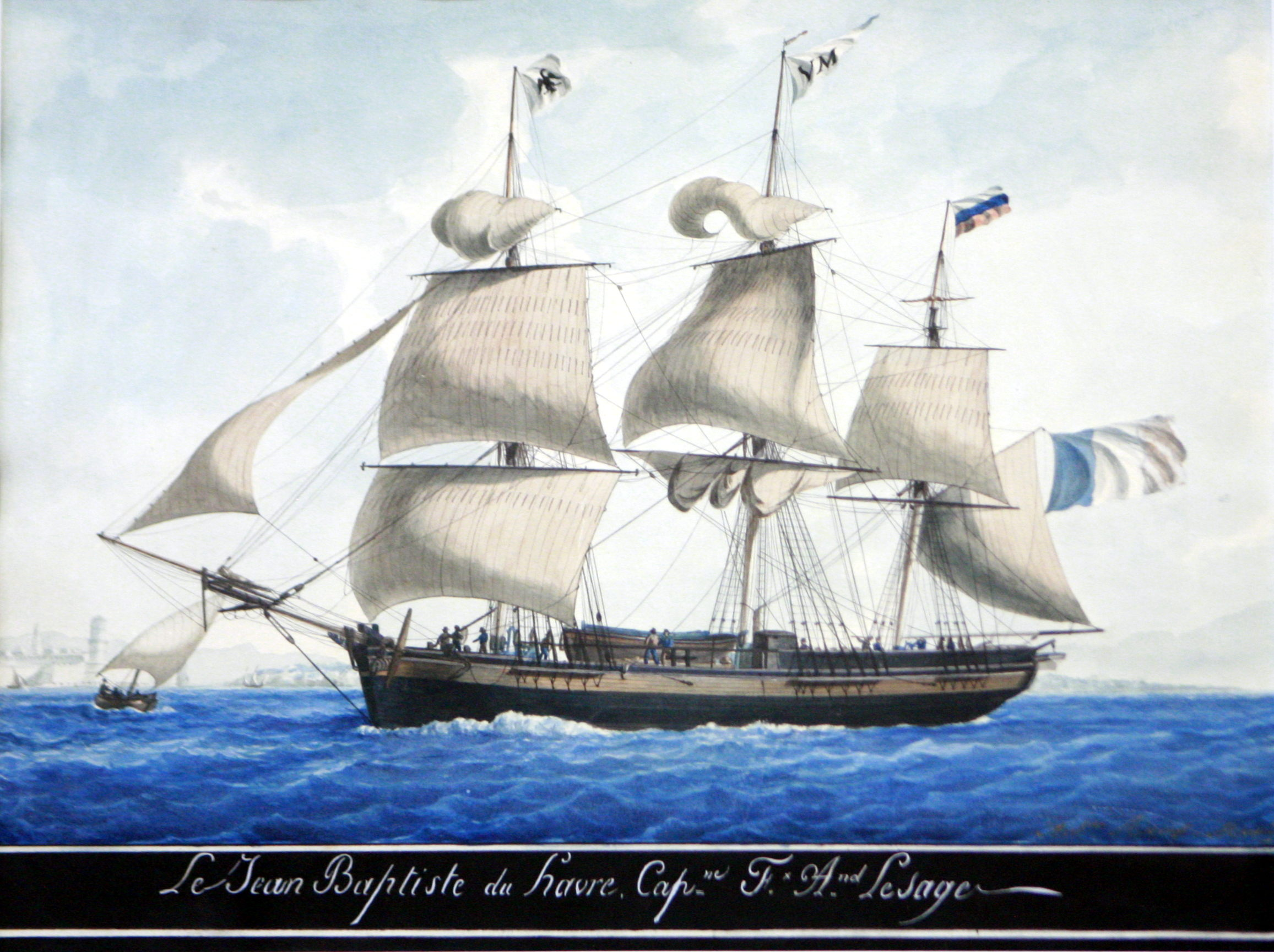
Jean-Baptiste du Havre, Marseille, musée de la Marine
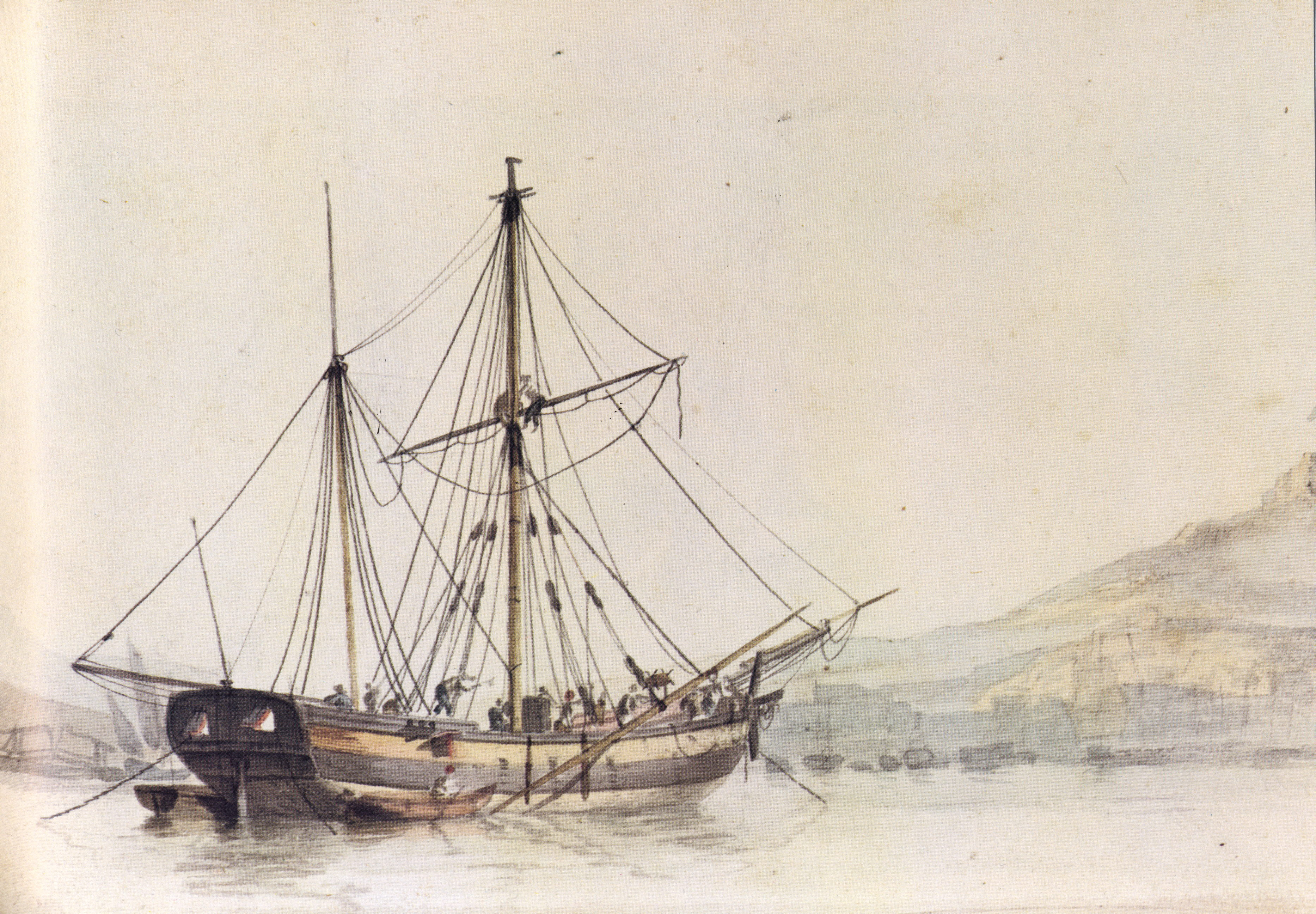
Navire bombardier ancré au Vieux-Port de Marseille[2].
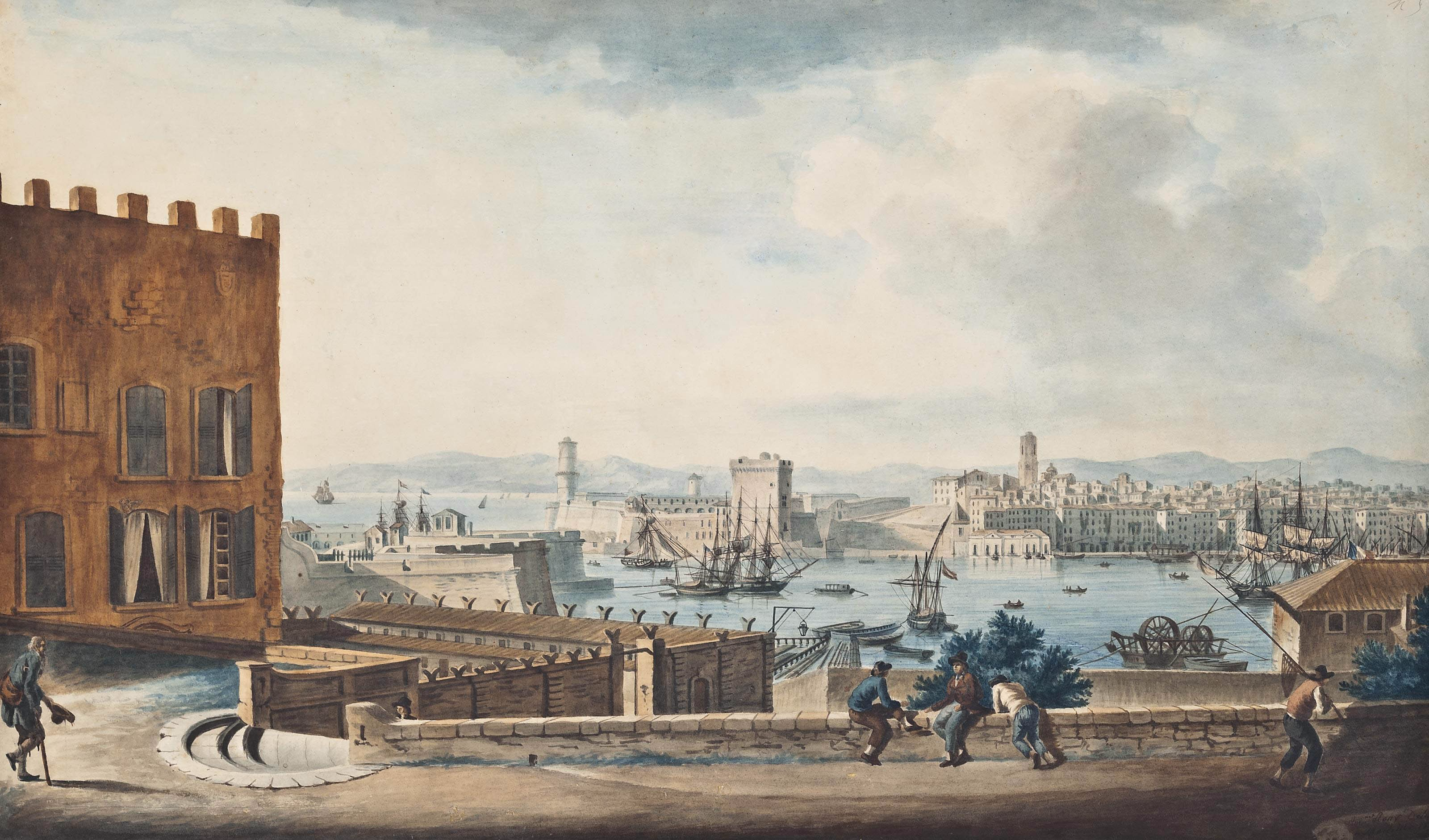
Vue de l'entrée du port de Marseille, prise place de l'Abbaye, Saint-Victor (1816), localisation inconnue.

## Expositions
- 2005 : La ville de Saint-Briac-sur-Mer pour son 10ème Festival d'Art organisa au Couvent de la Sagesse une exposition :  Dix regards de peintres de marines consacrée à Édouard Adam (1847-1929), Étienne Blandin (1903-1991), Albert Brenet (1903-2005), Roger Chapelet (1903-1995), Lucien-Victor Delpy (1898-1967), Ernest Guérin (1887-1952), Marin-Marie (1901-1987), Mathurin Méheut (1882-1958), Joseph-Honoré Pellegrin (1793-1849) et aux Roux : Joseph, Ange-Joseph Antoine (1765-1835), et François Joseph Frédéric (1805-1870).

## Œuvres dans les collections publiques
États-Unis
- Newport News, Mariners' Museum and Park (en).
- New York, New York Public Library ; USS President.
- Salem, Peabody Essex Museum.

France
- Marseille, musée de la Marine : Jean-Baptiste du Havre, aquarelle.
- Paris, musée national de la Marine.

Royaume-Uni
- Londres, National Maritime Museum.